# Димитрије Кантемир
Димитрије Кантемир (Силиштен, 26. октобар 1673 — 1. септембар 1723) је молдавски, османски и руски државник и научник. Био је изузетна личност, филозоф, писац, музичар, полиглота, политичар и академик. 

## Одрастање, прва владавина и живот у Цариграду (1673—1711)
Димитрије Кантемир (рум. Dimitrie Cantemir) је потицао из угледне бољарске породице Кантемир, а био је син молдавског војводе Константина Кантемира (рум. Constantin Cantemir, 1612–1693) и племкиње Ане Банташ (рум. Ana/Anița Bantăș) (?–1677/8). Димитрије Кантемир у свом делу под називом Живот Константина Кантемира (лат. Vita Constantini Cantemyrii), бележи да је његова породица добила име по кану Темиру, поглавици Кримских Татара и потомку великог кана Тимура (1336–1405). Такође, Димитрије у наведеном делу записује да је један њихов предак под именом Татар Кантемир довео њихову породицу из Крима у Молдавску кнежевину 6951. године од стварања света, за живота кнеза Стефана Великог (1433–1504). Породица Кантемир је у том периоду вероватно и прихватила православно хришћанство. Међутим, иако је Димитрије Кантемир сматрао своје порекло татарским (на које ће се касније доста ослањати), Михаил Максим сматра да је у питању легенда и да таква чињеница није доказива.
На двору свога оца у Јашију, Димитрије Кантемир је учио румунски, црквенословенски, грчки и латински језик, као и књижевност, теологију, реторику, логику и војне вештине. Његов учитељ био је грчки монах Јеремија Какавелас (грк. Jeremias Cacavelas), који је 1686. године, дошао на двор војводе Константина Кантемира.
Између 1688/1689. године Димитрије је морао да замени свог рођеног брата Антиоха Кантемира (1671–1726), и посатне талац султана Сулејмана II (1687–1691). У Цариграду је остао само три године, када га је овај пут заменио старији брат, док се Димитрије већ 1691. године вратио свом оцу у Молдавију. За време свог првог боравка у Цариграду, Димитрије Кантемир се са мање од осамнаест година показао као веома виспрен младић. У почетку је доста посвећивао пажњу Аристотеловом Органону, па је на тај начин развијао моћ исправног размишљања и проналажења истине, што се касније осликало у његовим бројним историјским делима.
Када се вратио из Цариграда, Димитрије Кантемир је проглашен од стране бољара за кнеза Молдавије марта 1693. године, али је на тој позицији остао свега двадесетак дана. Султан Ахмед II (1691–1695), је под интригама влашког војводе Константина Бранковаенуа (рум. Constantin Brâncoveanu, 1688-1714), није потврдио избор молдавских бољара и одузео је Димитрију извикану титулу.
Након тога, он одлази у Цариград, у коме ће боравити од 1693. до 1710. године са прекидима. Од 1695. до 1700. године радио је као молдавски амбасадор, односно капућехаја (рум. Capuchehaia, осм. Kapi kâhyasi), код Високе Порте. Као молдавски капућехаја учествовао је 1697. године на страни Османлија у њиховој експедицији у Угарску, када је у бици код Сенте 1697. године аустријски војсковођа принц Еуген Савојски (1663–1736) потукао османску војску. Овом приликом Димитрије Кантемир је први пут сведочио почетку опадања османске моћи у Европи и на Балкану.
На пролеће 1699. године дошло је до склапања брака између Димитрија Кантемира и Касандре Кантакузин (рум. Casandra Cantacuzino, 1683–1713), ћерке бившег влашког војводе Шербана Кантакузина (рум. Șerban Cantacuzino, 1640–1688). Из овог брака рођене су две девојчице (Марија и Смарагда), као и четворица синова (Матија, Константин, Шербан (Сергеј) и Антиох). Брак је оправдавао Димитријеве претензије на влашки престо, али је допринео и пооштравању ривалства између већ завађених Кантемира и Константина Бранковаенуа, који је одузео Касандрине поседе у Влашкој. За време боравка у Цариграду, све до 1710. године, Димитрије Кантемир је живео у палати коју је сâм изградио на брду Ортакој.
Своје образовање Димитрије Кантемир је наставио у Цариграду, на Академији Православне Патријаршије. Тамо је своје знање унапредио од најученијих људи као што су: драгоман Александар Маврокордат, архиепископ Мелетије из Арте, као и Хрисант Нотар, који ће доцније бити изабран за јерусалимског патријарха. Учио је османски турски језик од интелектуалца Есад-ефендије из Јање (тур. Yanyali Esad Efendi), док је музику учио од Кеманија Ахмед Челебије (тур. Keman Ahmed Çelebi), и Танбури Ангеликија (тур. Tanbūri Angeliki). Током овог периода учио је филозофију, географију, историју, музику, фолклор и медицину. Поред реторике и рационализма постренесансних знања, занимала га је исламска теологија и култура, па је због тога Димитрије Кантемир остао упамћен у турској историографији као велики оријенталиста и музичар.
Након преврата у Османском царству, лета 1703. године, Димитрије Кантемир је стално био присутан на двору Ахмеда III (1703-1730), који је младог принца примао чак и у своје личне одаје. Био је чест гост великог везира Рами Мехмед-паше (осм. Rāmi Mehmed Paşa), његов лични саветник Нефиоглу (осм. Nefioğlu), шеф ризнице Фирари Хасан-паше (осм. Firāri Hasan Paşa), уметник Левни Челебија (осм. Levni Çelebi); француски амбасадори Пјер Антоан де Кастањер, Маркиз де Шатонеф, Шарл д'Аржантал и Маркиз де Ферјол; холандски амбасадор Јаков Колјер; енглески амбасадор Лорд Вилијам Пеџет; као и познати руски амбасадор Петар Андрејевич Толстој.

## Друга владавина и Прутска битка 1711. године
Димитрије Кантемир је поново постао кнез Молдавије 25. новембра 1710. године, а на тој позицији га је овај пут устоличио султан Ахмед III. Као разлог за султаново уклањање Николаја Маврокордата и довођење Димитрија Кантемира на његово место, наведено је објашњење по којем први није одговарао тренуцима руско-турског рата, односно није имао довољно храбрости и способности да учествује у рату. Са друге стране, знамо да је руски одметник и козачки хетман Иван Мазепа пред своју смрт (2. октобар 1709. године) обавестио Високу Порту да је влашки господар Константин Бранковану ступио у контакт са руским царем Петром I, коме је нудио помоћ у виду 30.000 војника, због чега му је руски цар даровао орден Светог апостола Андреја. Висока Порта је у Бранковану видела великог непријатеља, јер је он пре свега имао велику војску, огромно богатство и уживао велико поштовање код својих поданика. Због тога је кримски хан наредио да се влашки војвода ухвати лукавством од стране Молдавског кнеза, а ако тренутни господар буде неспособан за то, да се та мисија додели Димитрију Кантемиру.
Самим тим што је Димитрије Кантемир био сведок пораза османске војске код Сенте (1697. године), и охрабрен успесима цара Петра I Великог код Полтаве (1709. године), он је уз подршку племства одлучио да стане раме уз раме са православним царем против султана. Цар Петар I Романов је брзо преко свог саветника и дипломате Саве Владиславића Рагузинског ступио у контакт са кнезом Димитријем Кантемиром. Кнез Димитрије Кантемир је од 2. до 13. априла 1711. године радио на тајном споразуму у Луцку и Јарославу са царем Петром I Великим, кога је заступао дипломата Сава Владиславић. Кнез Димитрије Кантемир је лично саставио текст уговора и доставио га Петровој делегацији преко свог логотета Стефана Луке. Овај споразум означава нови почетак руско-румунских односа, као и већи утицај Русије на простору Бесарабије, односно Молдавије, Мунтеније и обале Црног мора. 
Рат против османског царства, који је повео кнез Димитрије Кантемир заједно са руским царем Петром I, попримио је облик ослободилачког рата, јер су се, након давања прогласа за окупљање војске, на оружје дигли многи људи и то из свих друштвених класа. У пратњи своје жене царице Катарине, цар Петар I Велики Романов је након прележане болести, са остатком војске 30. маја прешао реку Дњестар, а 24. јуна 1711. године стигао у Јаши. Кнез Димитрије је потом са царем Петром I Великим посетио историјске споменике града (цркве и манастире), а цар Петар I Велики се одушевио лепотом града и гостопримством молдавског народа. „Он је човек врло разуман и користан у савету”, тако гласи царева оцена овог кнеза. Након обиласка града, сви господари и државници окупили су се на једној гозби у недељу 25. јуна 1711. године, на којој је присуствовао један француски официр, Моро де Брасе, који је оставио детаљан опис кнеза Димитрија Кантемира:
„Овај владар је био човек малог раста, са фино углачаним телом, леп, озбиљан човек, и тако пријатног изгледа какав никада нисам видео. Био је уљудан, љубазан човек, са нежним, уљудним, течним говором, који је на изабран начин говорио латински, што је било веома пријатно за оне који су говорили овим језиком и који су имали радост да разговарају са овим принцем”.
До сукоба је дошло на реци Прут, јужно од места Станилешт и руско-румунска војска нашла се опкољеном 8. и 9. јула 1711. године, у јако незгодном положају. Руска војска остала је изолована без муниције, хране и воде, као и без могућности да прими појачање. Међутим, дошло је до прелиминарног прутског мира, који је потписан између 11. и 12. јула 1711. године: Турци су захтевали предају кнеза Димитрија Кантемира и Саве Владиславића султану Ахмеду III, на шта је цар Петар I Велики одговорио писмом које је сам ручно написао:
„Могу предати земљу Турцима све до Курска, јер се надам да ћу моћи да је поново вратим; али нећу ни по којој цени нарушити своју веру, која, када је једном предата, никада се не може вратити. Немам ништа што стварно могу назвати своје сем своје части: ако одустанем од тога, престајем да будем цар”.
Османски паша је пристао да руско-румунска војска 13. јула неометано и наоружана крене пут Русије. Војска се повукла из Молдавије ка северу, имајући у својим редовима кнеза Димитрија Кантемира. Султан Ахмед III га је оптужио за султановог издајника, док га је Висока Порта сматрала издајником молдавског народа. Кнез Димитрије Кантемир је током свог повлачења у Русију отишао у Јаши са пратњом од 200 руских војника, где је покупио своју породицу и 27. јула 1711. године заувек напустио своју домовину. Када су стигли на руску територију, кнез Димитрије Кантемир је цару дао предлог да четири хиљаде Молдаваца који су га пратили буду под Димитријевом директном влашћу и да не подлежу никаквим руским властима осим самом цару; цар Петар I Алексејевич Велики Романов је одобрио све предлоге које је понудио кнез Димитрије Кантемир.
Кнез Димитрије Кантемир је у Русији добио титулу „најспокојнијег височанства”, па ја на тај начин постао друга личност коме је цар Петар I Алексејевич Романов доделио ово признање. После краћег боравка у Кијеву, кнез Димитрије Кантемир се настанио у Харкову (данашња Украјина). Ту су се у тринаест села населили и његови пребегли Молдавци, а читава регија коју су настанили имала је посебну аутономију у руској држави. Међутим, кнез Димитрије Кантемир се није дуго задржао овде; две године након прутске катастрофе, у јануару 1713. године, он се са породицом сели у Москву и оснива село Дмитровку (данашњи Дмитро́вск у Русији).

## Живот у Русији од 1711. до 1723. године
Кнез Димитрије Кантмир је остатак живота провео у Русији, где је живео укупно дванаест година. Изгнанство у Русију представља године његовог најплоднијег стваралаштва. Прве године у царској Русији провео је са горчином и бесом, а стање му се додатно погоршало 22. маја 1713. године, када је умрла његова жена кнегиња Касандра, која је тада имала само тридесет година. За време свог прогонства, кнез Димитрије Кантемир је променио своју оријенталну одећу и прихватио руски начин одевања, заједно са западњачком периком.
У лето, 11. јула 1714. године, кнез Димитрије Кантемир је добио диплому Берлинске академије наука, која је ретко била додељивана неком монарху. Кнез Димитрије се на Академији показао као претеча просветитељства и учесник онога шта Немци називају „Рано просветитељство“ (нем. Früh-Aufklärung). Кнез Димитрије Кантемир је од једног оријенталисте и хришћанина еволуирао до идеја блиских деизму и просветитељству, што представља велики напредак за њега као филозофа. Током боравка у Русији написао је своја бројна филозофска и историјска дела.
Кнез Димитрије Кантемир се 1719. године оженио по други пут, овај пут са принцезом Анастасијом Трубецком (рус. Анастаси́я Ива́новна Гессен-Гомбургская, 1700–1755), ћерком руског фелдмаршала Ивана Трубецког (рус. Иван Юрьевич Трубецкой, 1667–1750). Венчану круну над младенцима држао је лично цар Петар I Велики. Са њом је кнез Димитрије Кантемир имао два сина, Петра (с. 1721) и Ивана (с. 1722), који су умрли јако млади. С њом је имао и ћерку Екатерину-Смарагду (1720–1761), која се касније удалa за руског дипломату Димитрија Михаиловича Млађег (рус. Дмитрий Михайлович Голицын, 1721–1793).
Брзо након венчања, кнез Димитрије Кантмир се преселио из Москве у Петроград, а од 1721. године ступа у дворску службу цара Петра I Великог, као приватни саветник и члан сената. Преузео је улогу Саве Владиславића, поставши царев саветник за Исток. Са царем Петром I је последњи пут учествовао у походу на Кавказ 1722/3. године, где је био задужен за државну канцеларију. Током овог похода, кнез Димитрије Кантемир је тражио од цара Петра I Алексејевича Великог Романова право на оснивање прве штампарије на арапском писму у руској држави. На његову иницијативу организована је посебна штампарија са арапским писмом, у којој је по први пут 1722. године у Петрограду преведен Куран. Током овог похода кнез Димитрије Кантемир је преузео низ географских, историјских, археолошких истраживања, као и прикупљање различитих материјала о историји Дагестана.
Пре свог педесетог рођендана, кнез Димитрије Кантемир је умро 21. августа 1723. године, на свом имању у Дмитровки, од дијабетеса. Исте године 1. октобра, његови посмртни остаци пренесени су у Москву и постављени у грчки манастир Светог Николе. У тој цркви почивали су остаци његове прве супруге кнегиње Касандре, као и његове ћерке Смарагде, која је умрла од туберкулозе 1720. године у својој деветнаестој години. Касније је овде сахрањена и његова друга кћи Марија, 1757. године. Више од два века касније, 1935. године, његови посмртни остаци пренесени су из Москве у Јаши, где ће бити положени у манастиру Света Три Јерарха.

## Најзначајнија дела:
- Спор мудраца са светом (рум. Divanul sau Gâlceava înţeleptului cu lumea), или једноставно Диван, 1698. године.
- Неописива слика светих наука (рум. Sacrosanctae scientiae indepingibilis imago), 1700. године.
- Општа скраћена логика, 1700. године.
- Kantemiroğlu Edvâri, 1704. године.
- Хијероглифска Историја, 1705. године.
- Увод у турску музику на молдавском језику (рум. Introducere în muzica turcească în limba Moldovenească), 1711. године.
- Истраживања природе монархије (лат. Monarchiarum physica examinatio), 1714. године.
- Опис Молдавије (лат. Descriptio Moldavie), 1716. године.
- Историја успона и опадања Османског царства (лат. Incrementa atque decrementa Aulae Othomanicae), 1717. године.
- Живот Константина Кантемира (лат. Vita Constantini Cantemyrii), 1717. године.
- Систем и стање мухамеданске религије, 1719. године.
- Тамна места у катихизисму, 1720. године.
- О влади Османског царства (лат. De regimine Othmani imperii), 1723. године.